# Austyn Moore
Austyn Moore (Florida, Estados Unidos; 6 de mayo de 1981) es una actriz pornográfica estadounidense.

## Premios
- 2006 Premios FAME finalista – Mejor Estrella Principiante[1]
- 2007 Premios AVN nominada – Mejor Actriz en Video (Tailgunners)[2]

## Filmografía parcial
- Pirates (2005)
- University Of Austyn 1 (2005)
- Contractor 1 (2005)
- Search for Adam and Eve (2006)
- University Of Austyn 2 (2006)
- Tailgunners (2006)
- Snatch (2006)
- Headmaster 2 (2006)
- Carmen & Austyn  (2006)